# Hokushin Seiki
Die Hokushin Seiki Co., Ltd. (englisch für japanisch 株式会社北伸精器 kabushiki-gaisha Hokushin seiki) ist mit ihren zwei Produktionsstätten in Saku, Nagano Japans größter Hersteller von Airbrushes.

## Geschichte
Der am 15. September 1887 in Kanazawa, Ishikawa geborene Yūkichi Kitajima (北島 雄吉) gründet im September 1913 das Unternehmen Kitajima Seisakusho (北島 製作所). Im selben Jahr entwirft und fertigt er Japans ersten Farbspritzapparat. Als Pionier auf dem Gebiet der Zerstäubungstechnik geht er 1943 nach Tokio und verbindet sein Wissen über das mechanische Zerstäuben von Flüssigkeiten mit der
Fertigung von medizinischen Instrumenten; er fertigt seine ersten Prototypen in Handarbeit in seiner Werkstatt in Tokio. Die Adresse ist bis heute der Verwaltungssitz der Firma. Seine Ideen und Prototypen sind in beiden Bereichen, medizinischen Applikatoren und Farbspritzapparaten, wegweisend. Er stirbt 1954 im Alter von 67 Jahren in Tokio. Zwei Jahre später, 1956, überführt sein ältester Sohn Toshikazu Kitajima (北島 利一) im Zuge des Subcontract Act die Kitajima Seisakusho in die Hokushin Seiki Kabushiki-gaisha und eröffnet die erste Fabrik in Saku.
In der Produktionsstätte in Saku, Nagano konzentriert sich das Unternehmen nun auf die Fertigung von Farbspritzapparaten, sogenannten Airbrush, und kleinen
Membranenkompressoren unter dem Markennamen Rich.
Der Markenname Rich entsteht durch eine alternative Interpretation des Namens Toshikazu. Die Logogramme für Toshikazu werden in Kanji als 利 (toshi) und 一 (kazu) gelesen; in der chinesischen Schrift Hànzì, der das japanische Kanji entstammt, jedoch als 利 (lì) und 一 (yī) romanisiert und somit auch „Rii chi“ ausgesprochen. Das Unternehmen lässt sich den Markennamen Rich in seiner japanischen Schreibweise (リッチ) im Februar 1965 patentieren. Der bis heute genutzte, romanisierte Schriftzug Rich in einem Oval wird erst 10 Jahre später, im Juli 1975 zum Markenschutz angemeldet. Aufgrund steigender Nachfrage an OEM Fertigungen, hauptsächlich für die Firma Olympos Airbrush (オリンポス 株式会社) und weitere, vergrößert sich die Produktionsstätte in Saku, Nagano enorm.
Nach dem patentrechtlichen Schutz der Marke Richcon für Kompressoren im Januar 1978  wird, unter der Geschäftsführung des ältesten Sohnes, Katsuaki Kitajima (北島克明), am selben Standort die Firma B.B.Rich (株) ビービーリッチ gegründet und der Firmenname als Marke ebenfalls geschützt.
Das Präfix „B.B.“ ist, wie der Name „Rich“, ebenfalls einer Interpretation geschuldet. Da es sich im englischen Sprachgebrauch bei einem Farbspritzapparat um eine „Spray Gun“, also „Spritzpistole“ handelt, interpretierte man die Größe der Mündung, der Düse der Airbrush, gleich eines Kalibers. Das Kaliber (Shotgun Size) „B.B.“ hat eine Größe von 0,18 (inch). Die hiervon abgeleitete Düsengröße von 0,18 mm ist heute ein weit verbreiteter Standard bei Farbspritzapparaten.
Neben Düsengrößen setzt das Unternehmen auch in der Bezeichnung diverser
Ausführungen der Farbspritzapparate bis heute bestehende Standards. Hokushin Seiki etabliert die Bezeichnungen HP für Hand Piece und GP für Gun Piece. Hand Piece bezeichnet hierbei die klassische Form einer sogenannten Airbrush, welche optisch einem Stift ähnelt, Gun Piece bezeichnet hingegen eine Art Farbspritzapparat ähnlich einer Lackierpistole.
Während die Modellbezeichnungenen der klassischen Airbrushes (bis Mitte der 1970er-Jahre Hand Piece No.1, No.2 und No.3; später HP-A, -B und -C) für die Art und Menge der Materialzufuhr stehen, geben die Modellbezeichnungen der kleineren Lackierpistolen, die Gun Pieces, i. d. R. die Düsengröße wieder, bspw. „GP-35“ für eine Spritzpistole mit einer 0,35 mm großen Düse.
| Modell alt      | Modell aktuell | Materialzufuhr | Materialmenge |
| --------------- | -------------- | -------------- | ------------- |
| Hand Piece No.1 | HP-A           | Farbmulde      | ca. 1 ml      |
| Hand Piece No.2 | HP-B           | Fließbecher    | ca. 2,5 ml    |
| Hand Piece No.3 | HP-C           | Fließbecher    | ca. 5 ml      |

Ebenfalls charakteristisch für die Airbrushes von Hokushin Seiki ist die Chargennummer, bestehend aus zwei Buchstaben.
Bsp.: „LA“ = L: 2011, A: Januar
|       | A    | B    | C    | D    | E    | F    | G    | H    | J    | K    | L    | M    |
| Jahr  |      |      | 2003 | 2004 | 2005 | 2006 | 2007 | 2008 | 2009 | 2010 | 2011 | 2012 |
| Monat | Jan  | Feb  | Mär  | Apr  | Mai  | Jun  | Jul  | Aug  | Sep  | Okt  | Nov  | Dez  |
|       | P    | R    | S    | T    | U    | W    | X    | Y    | Z    | A    | B    | C    |
| Jahr  | 2013 | 2014 | 2015 | 2016 | 2017 | 2018 | 2019 | 2020 | 2021 | 2022 | 2023 | 2024 |
| Monat |      |      |      |      |      |      |      |      |      |      |      |      |

Anfang der 2000er-Jahre expandiert das Unternehmen in einer zweiten Produktionsstätte, 5 km vom Hauptsitz entfernt, ebenfalls in Saku, Nagano.
Verwaltungssitz: 4-chōme-33-10 Sengoku, Bunkyo City, Tokyo 112-0011, Japan

Erste Produktionsstätte (佐久工場): 1438-8 Tomono, Saku, Nagano 385-0061, Japan

Zweite Produktionsstätte (佐久工場 サイド2): 3400-24 Nakagomi, Saku, Nagano 385-0051, Japan

Verwaltungssitz B.B.Rich: 1445-7 Tomono, Saku, Nagano 385-0061, Japan

## Marken
Rich

Unter dem Markennamen Rich vertreibt die Firma ihre ersten Farbspritzapparate und entwickelt ihre Modelle sowohl mit Airbrushkünstlern, wie Hideo Mori oder Masamitsu Tsuboi, als auch in Kooperation mit der Firma Fuso Seiki Co., Ltd. stetig weiter.
Richcon

Bis Mitte der 1990er-Jahre produziert die Firma mobile Membranenkompressoren und bringt diese unter dem Namen Richcon auf den Markt. Die Modelle KS-707, KS-708 oder KS-1003G erfreuen sich im Hobbybereich großer Beliebtheit, werden jedoch später durch preislich vergleichbare, aber deutlich leistungsstärkere ölfreie Kolbenkompressoren auf dem Markt abgelöst.
RichPen

Die Marke RichPen ist, auch wenn es der Name vermuten lässt, keine Marke der Hokushin Seiki, sondern der Fuso Seiki Co., Ltd. (扶桑精機株式会社), einem Hersteller automatischer Lackierpistolen.  Die Firma ist einer der langjährigsten ODM-Kunden und bietet als einzige auf ihrer Webseite auch Farbspritzapparate der Marke Rich an.
B.B.Rich

Zum einen werden unter der Marke B.B.Rich Farbspritzapparate vertrieben, zum anderen werden seit der Gründung der Tochtergesellschaft sämtliche Patente für Designs und technische Entwicklungen, welche sich auch in der ODM Fertigung wiederfinden, auf diese angemeldet.

## ODM
Die Hokushin Seiki ist seit über 60 Jahren Original Design Manufacturer der größten japanischen Airbrush-Anbieter und treibt mit ihren Innovationen in Design und Technik die Entwicklung der Airbrush bis heute maßgeblich voran. So sind Erfindungen, wie die Airbrush ohne Griffstück, die selbstzentrierende Steckdüse oder die Fingermulde seit Jahren fester Bestandteil der Produktportfolios ihrer Großkunden.
Anders als die Firmen  Iwata Airbrush oder Mr. Hobby (GSI Creos Corp.) benennt die Firma Tamiya als Hersteller ihrer Farbspritzapparate B.B. Rich.
Das wohl bekannteste Modell, die iwata HP-C, welche erstmals als Hand Piece No. 3 unter dem Label des Subunternehmer-Verbunds I.H.S. ab 1963 erhältlich ist, wird 2013 unter dem Namen „IWATA 50th Anniversary HP-C Limited Edition“ auf 1000 Stück limitiert erneut aufgelegt.